# 向导 (电影)
《向导》（維吾爾語：يول باشلغوچى‎）是天山电影制片厂拍摄的首部彩色故事片。由王心语、谢飞、郑洞天执导，阿不力米提、秀克拉提、吐依贡·阿合买德、戈沙主演，于1979年拍摄完成，次年春节上映。《向导》编剧为邓普，剧本改编自其创作的小说《老猎人的见证》。电影讲述了生活在塔里木盆地的维吾尔族伊布拉音和巴吾东祖孙二人从清朝末年到中华人民共和国成立初期，经历的反帝国主义侵略、反民族分裂、开发塔里木的故事。
《向导》获文化部1979年度优秀影片奖优秀故事片奖。《向导》是天山电影制片厂恢复建制后拍摄的首部故事片，也是大部分北京电影学院老师文化大革命后拍摄的首部电影。除此之外，《向导》开启了新疆本土电影创作的繁荣时代。

## 电影制作

### 拍摄背景
文化大革命后期，新疆电影译制片厂逐渐从瘫痪的生产中恢复电影译制和纪录片拍摄的工作，但因为电影制片厂的建制没有恢复，也就没有故事片拍摄的人物。在新疆维吾尔自治区文化局多次请示后，新疆维吾尔自治区革命委员会于1978年年底批准新疆电影制片厂恢复建制并要求尽快投入生产。并提出“第二年九月前至少拍出一部高水平的故事片，向建国三十周年献礼”。于是1979年初新疆电影制片厂（同年更名为天山电影制片厂）恢复建制。电影《向导》便是新疆电影制片厂恢复建制后拍摄的首部故事片。

### 剧本创作
在新疆生产建设兵团宣传部门任职的邓普于20世纪60年代创作了中篇小说《老猎人的见证》，并在期刊《新疆文学》上连载。小说内容讲述的是大跃进时期，军垦部队进驻塔里木盆地，对塔里木进行开发时，帮助了老猎人帕东。帕东最终放下戒心成为勘探队的向导，并投身于塔里木的建设之中的故事。
1976年，邓普被调往新疆电影译制片厂。在观看苏联与日本共同拍摄，讲述赫哲族人为在中国东北进行侵略活动俄国人充当向导的电影《德苏乌扎拉》后，邓普非常气愤。于是在和王心语、谢飞、郑洞天三位导演商定后，将《老猎人的见证》的结构、情节进行了较大改动，成为《向导》的电影剧本。故事从小说中大跃进开发塔里木的内核扩大到剧本中“反帝国主义侵略”“反民族分裂”“开发塔里木”三重内核。人物也将原来的老猎人帕东塑造成剧本中的巴吾东，并新增他的爷爷一角。故事发生地也从小说中的阿克苏地区改为喀什噶尔。

### 团队组建
由于新疆电影制片厂刚刚恢复建制，无论是人员还是设备均不足。最终在北京电影学院、西安电影制片厂等单位的协助下，由李居山担任摄制组组长，王心语、谢飞、郑洞天担任导演，由孟庆鹏担任摄影组领队的剧组正式成立。
虽然由不同演员来演青年、壮年时期的巴吾东在造型上和演员的精力上有一定优势，但为避免电影的三段剧情产生割裂感，主创团队决定由一人贯穿全片。最终参演过维吾尔语版《红灯记》和电影《傲蕾·一兰》的新疆歌舞团演员阿不力米提饰演老人伊布拉音和青年、壮年时期的巴吾东。扮演俄国军官毕齐科夫的吐依贡·阿合买德同样来自新疆歌舞团，拍摄前参演过电影《雪青马》。欧洲探险家泰勒的扮演者则是《吉林日报》美术编辑戈沙，曾出演过四部电影。

### 拍摄上映
电影《向导》在1979年5月23日正式开机拍摄，在五个月的拍摄周期内，剧组至少奔波于五个外景地，包括吐鲁番市的交河故城遗址、阿克苏地区农垦团场的沙漠和枯林、喀什市经过改造的旧巴扎等。乌鲁木齐人民公园内的丹凤朝阳阁和新疆维吾尔自治区博物馆（原馆）二楼是电影中最大的内景取景地。摄制组每天拍摄超过十余个小时，曾一天完成五十个镜头，三天完成一百二十多个镜头。电影最终于1979年10月拍摄完成，同月新疆电影制片厂更名为天山电影制片厂。《向导》也成为天山电影制片厂的首部故事片。
电影于1980年春节期间上映，是中华人民共和国文化部在全国举办“春节献礼新片展览”的影片之一。乌鲁木齐市22家影院（包括俱乐部）共放映近200场，超过18.2万人次观影，上座率超过90%。

## 剧情简介
清朝末年，欧洲探险家泰勒（戈沙 饰）为找寻传说中的古城来到喀什噶尔，在结识俄国青年军官毕齐科夫（吐依贡 饰）等人后，抓住逃跑的伊布拉音（阿不力米提 饰）为他的探险队带路。探险队进入沙漠后，伊布拉音发现自己孙子少年巴吾（秀克拉提 饰）出逃的足迹，于是设法逃离。然而被毕齐科夫识破并设下圈套，尾随伊布拉音来到古城。劫掠了古城的文物并绘制地图后，毕齐科夫和泰勒抛弃了所有苦工离去，身处沙漠腹地且被毕齐科夫虐待到奄奄一息的伊布拉音将最后的水留给了孙子巴吾东，自己选择了死亡。
十年后，毕齐科夫已成为中校军官，并率队测绘塔里木河。生活在河边的成年巴吾东（阿不力米提 饰）意识到这些人并未干好事后，开始连续破坏俄国勘测船。毕齐科夫派兵抓获了破坏者。被抓获的巴吾东认出了毕齐科夫并假意答应担任俄国勘探队的向导，将众人引入急流后逃跑。落水的毕齐科夫幸存下来，不过此时沙俄已经灭亡。
30多年后，巴吾东在戈壁边上与生病的女儿相依为命。这时新疆和平解放不久，中国人民解放军勘测队进入塔里木开始勘测工作。勘测队军医受伤被巴吾东所救，然而当巴吾东看到和俄国勘探队类似的标杆时，误认为是恶魔的到来。勘测队队长则暗自决心要依靠巴吾东做向导。此时毕齐科夫已经落草为寇，在塔里木盆地中东躲西藏。当毕齐科夫得知巴吾东女儿生病时，认为是复仇的好机会。于是他派人假扮巫师去“救”巴吾东重病的女儿，在他们即将得逞之时，解放军出现解救父女二人。
误会解开后，巴吾东的女儿被军医治好，巴吾东也开始为解放军勘测队做向导，多日的勘测工作收获颇丰。然而逃走的毕齐科夫再次设下陷阱准备杀害落单的巴吾东，巴吾东成功解决了毕齐科夫的几个手下，但在最后的搏斗中，巴吾东与毕齐科夫同归于尽。

## 故事背景
电影《向导》内讲述的故事基于19世纪末20世纪初西方探险者对新疆腹地考察的历史。当时的西方探险者不仅将大量文物运往欧洲、北美洲，还对新疆地理进行测绘。其中较为著名的包括英国探险家马尔克·奥莱尔·斯坦因，斯坦因等人曾数次前往中国新疆和甘肃，将大量文物运回英国并测绘新疆和甘肃河西走廊的地图。俄罗斯帝国探险家尼古拉·米哈伊洛维奇·普热瓦利斯基、谢尔盖·奧登堡曾将新疆吐鲁番、库车和甘肃敦煌的大量出土文书运回俄国，普热瓦利斯基还多次对阿尔金山、罗布泊、塔里木盆地、准噶尔盆地等地区进行测绘。

## 影响奖项
《向导》为天山电影制片厂的故事片的拍摄积累了经验，天山电影制片厂在此基础上于1980年先后推出《草原枪声》《艾力甫与赛乃姆》两部电影，进入了新疆本土电影创作的繁荣时代。电影也为天山电影制片厂培养了新人，制片厂在电影拍摄时选拔了一批年轻人跟随剧组拍摄、学习，其中包括后来独立执导《美丽家园》《老寨》的高峰、在《乌鲁木齐的天空》《箭乡少女》等电影中担任摄影的拜海提·牙合甫等。
在文化部1979年度优秀影片奖评奖中，《向导》获得优秀故事片。

## 衍生作品
1979年，由中国作家协会新疆维吾尔自治区分会（今新疆维吾尔自治区作家协会）编，新疆人民出版社出版的电影文学剧本《向导》收录了四部剧本，分别是《哈森与加米拉》《绿洲凯歌》《天山的红花》《向导》。1983年，中国电影出版社出版了电影文学剧本《向导》。